# Paranarrador
En una obra literaria, un paranarrador es un narrador secundario. Cuando hay un narrador secundario en el discurso se denomina paranarrador (un narrador cuenta que un paranarrador narra a su vez una historia). Al paranarrador le corresponde un paranarratario (un narrador cuenta a un narratario que un paranarrador narra algo a un paranarratario).

## Narratario
Si usamos el concepto de narratario para describir la instancia discursiva hacia la que el narrador dirige su discurso, el paranarrador generará en el discurso un paranarratario. 
El término de narratario fue propuesto por primera vez por Gérard Genette en Figuras III y completado posteriormente por Gerald Prince. Forma parte de la narratología.

## Ejemplos en obras
- Un ojo de vidrio. Memorias de un esqueleto (en gallego, Un ollo de vidro. Memorias dun esquelete) es un texto en prosa escrito por Castelao y publicado en 1922 por la editorial Céltiga, de Ferrol.  Consta de una serie de secuencias narrativas que consiguen unidad estructural gracias a ser producto de una conversación entre un narrador, el esqueleto, que recuerda secuencias de su vida pasada, y dos paranarradores, colegas de cementerio.